# Dorfkirche Jütrichau

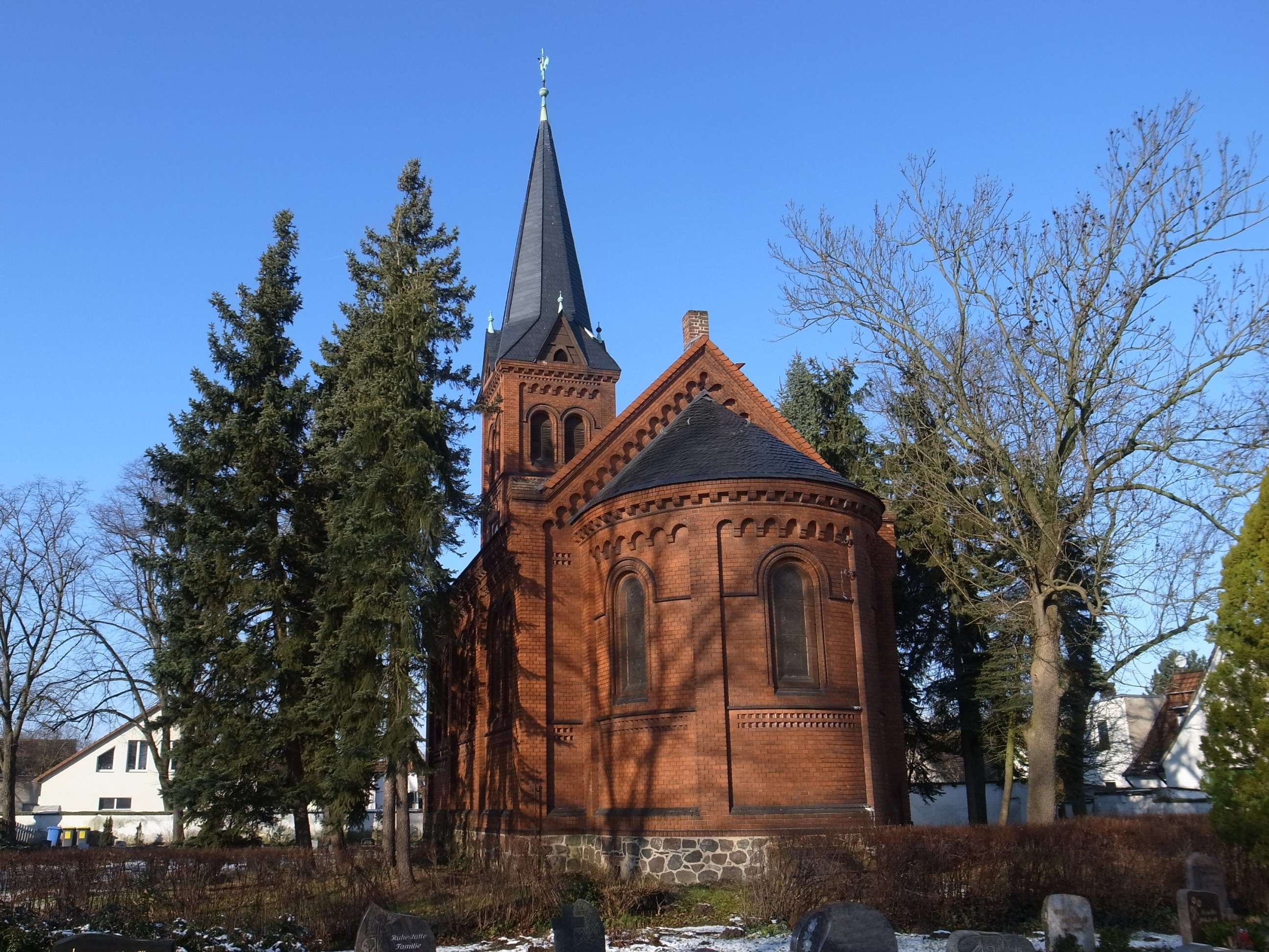
Evangelische Kirche zu Jütrichau

Die Dorfkirche Jütrichau ist die evangelische Kirche des in Sachsen-Anhalt gelegenen Dorfes Jütrichau, die 1893 als  neogotischer Backsteinbau an der Stelle einer zuvor wegen Baufälligkeit abgerissenen Kirche aus dem 13. Jahrhundert errichtet wurde.

## Geschichte
Die ursprüngliche Kirche wurde erstmals im Jahre 1214 im Zusammenhang mit der Bestätigung eines Nonnenklosters in Zerbst erwähnt. Die Kirche war eine Tochterkirche der Kirche in Wertlau und wurde dem Kloster von Walter und Burchard von Barby  geschenkt. Georg Abraham von Oppen stiftete Anfang 1700 einen holzgeschnitzten Altar, der noch in der heutigen Kirche steht. 1721 wurde die  Glocke der Kirche mit einem Durchmesser von 63 cm durch Michael Weinhold in Dresden gegossen. Um 1890 erfolgte der Abriss der alten als baufällig bezeichneten Kirche.
Für den Neubau von 1893 stifteten zwei Brüder von Oppen zwei noch heute erhaltene Kirchenfenster. In den Fenstern sind die Apostel Petrus und Paulus sowie Jesus dargestellt. Die Firma Gustav Kuntzsch, Wernigerode, lieferte für die Ausstattung des Kirchenschiffes einen Altar, die Kanzel, einen Taufständer und das Orgelgehäuse zu der von der Orgelbauanstalt Wilhelm Rühlmann, Zörbig, geschaffene Orgel (Opus 139).
Bemerkenswert an der Inneneinrichtung der Kirche ist neben dem Altar von 1700 ein Taufbecken in Muschelform aus dem Jahr 1733.
Die pfarramtliche Verwaltung von Jütrichau nimmt die St.-Bartholomäi-Kirchengemeinde in Zerbst wahr.

## Bilder

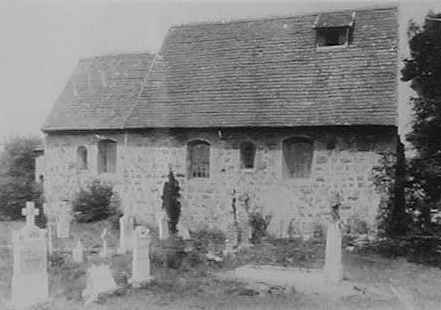
Alte Kirche aus dem 13. Jh.
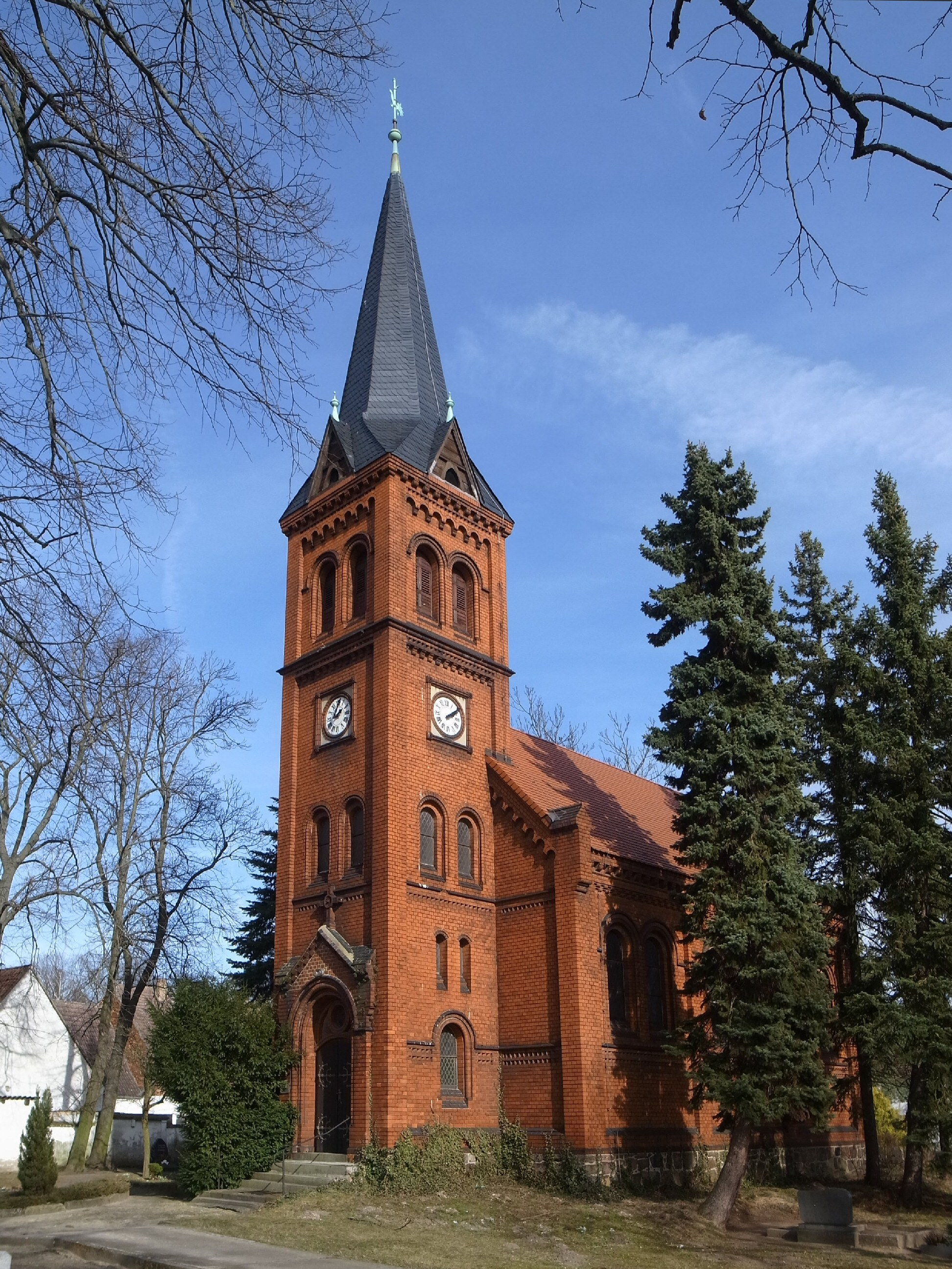
Kirche zu Jütrichau
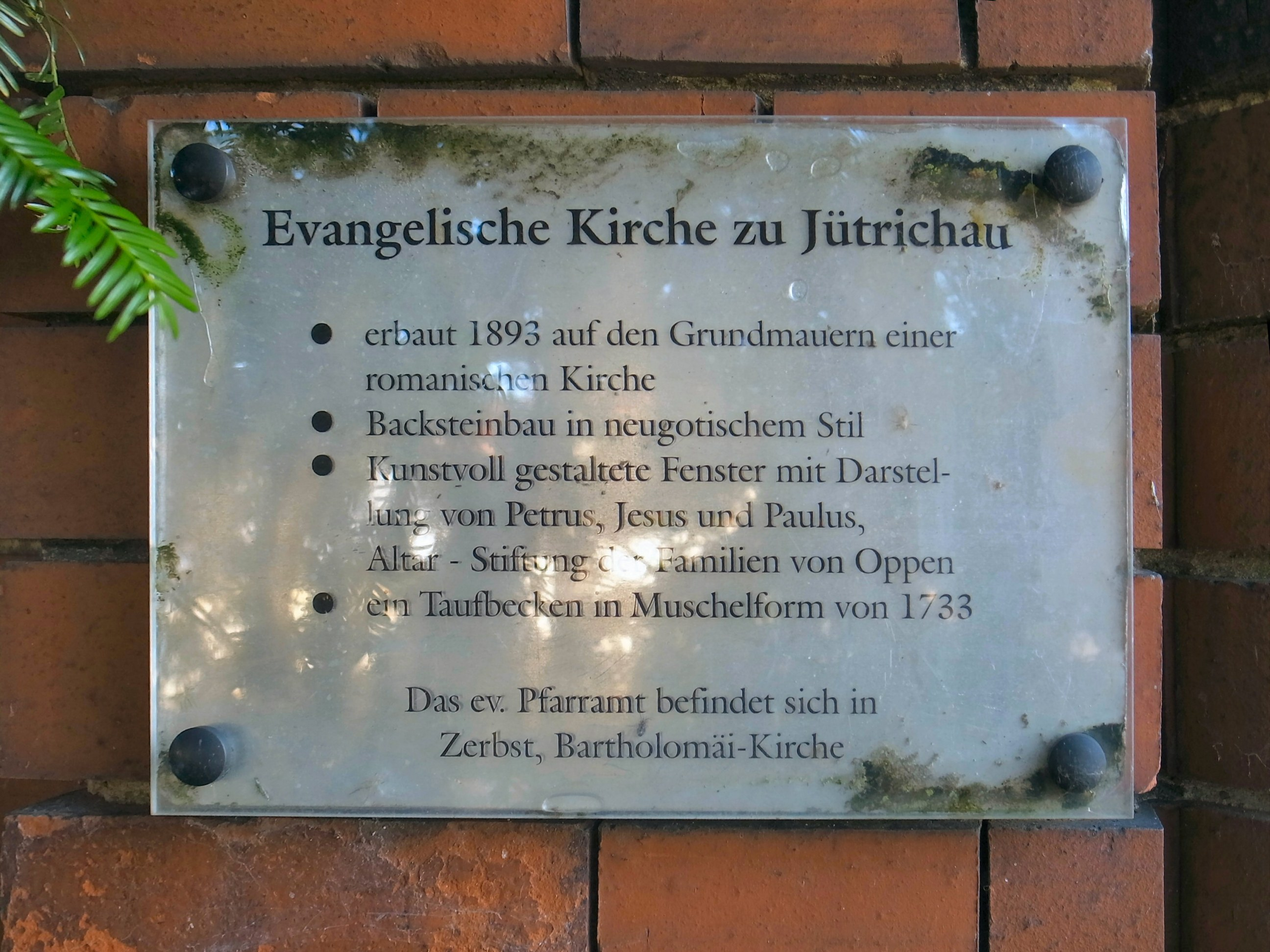
Informationstafel an der Kirche
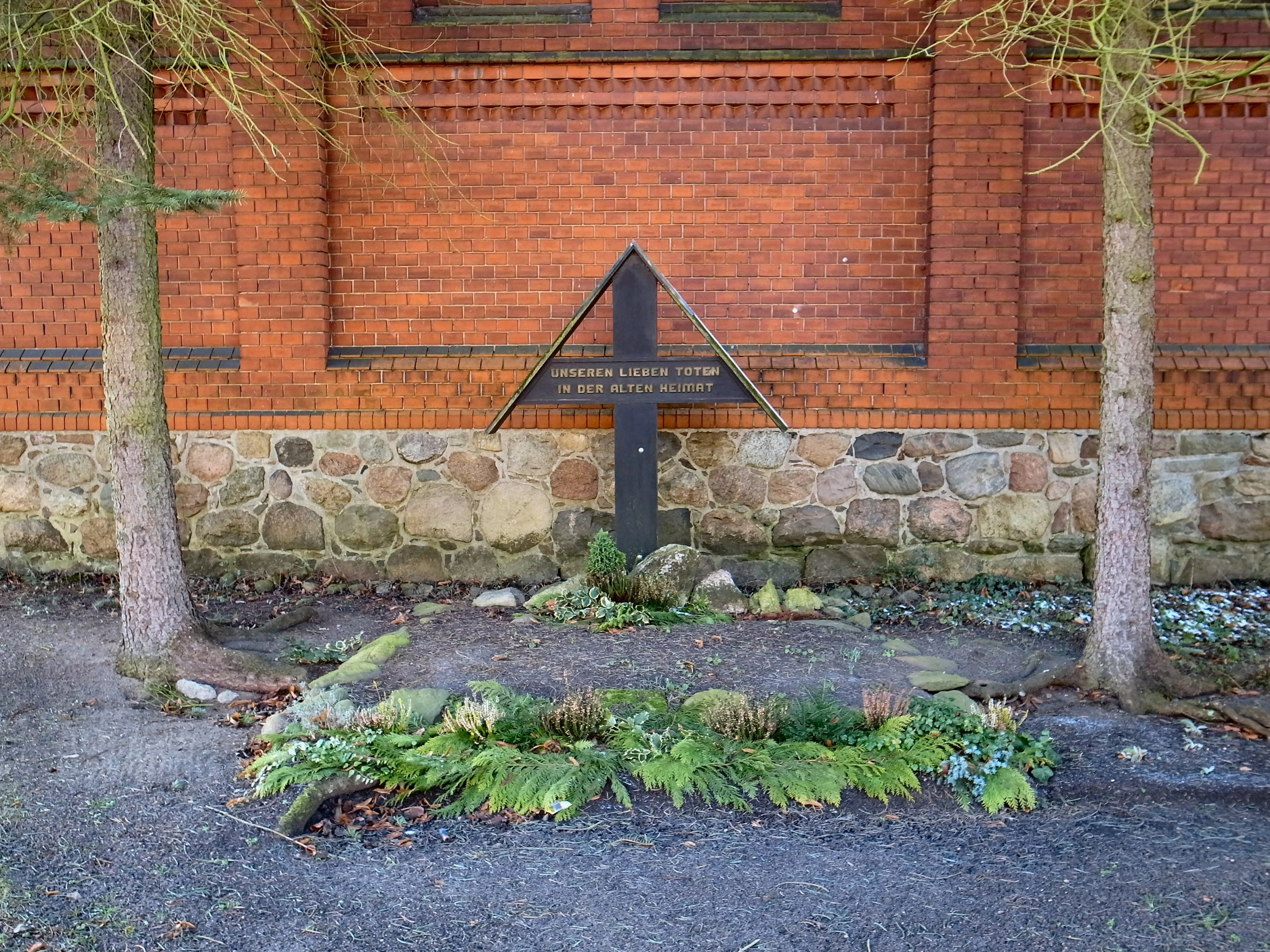
Denkmal an der Kirche